# Blacus fissus
Blacus fissus är en stekelart som beskrevs av Van Achterberg 1976. Blacus fissus ingår i släktet Blacus, och familjen bracksteklar. Inga underarter finns listade.